# Graveyard shift
Graveyard shift is een livealbum van AirSculpture.
Sinds het vorige album Before the moon uit 2010 verscheen er wel muziek van de muziekgroep, maar de albums waren alleen via download te beluisteren. Pas in 2014 verscheen er een nieuwe compact disc in de handel. Ook Graveyard shift is  net als Before the moon een muzikale terugblik. Het album werd opgenomen tijdens een radio-uitzending op radiostation WXPN te Philadelphia in november 2006. In 2009 kwam de aankondiging dat dit album zou verschijnen, maar pas in 2014 werd de cd geperst. De muziek bestaat uit elektronische muziek uit de Berlijnse School.

## Musici
- Adrian Beasley, John Christian, Pete Ruczynski – synthesizers, elektronica

## Muziek
| Nr. | Titel           | Duur  |
| --- | --------------- | ----- |
| 1.  | Graveyard shift | 53:41 |
| 2.  | Argent engine   | 10:32 |